# Ceglie (cognome)
Ceglie è un cognome di lingua italiana.

## Varianti
Ceglia, De Ceglie, Di Ceglie.

## Origine e diffusione
Cognome tipicamente meridionale, è presente prevalentemente in Puglia, Calabria e Campania.
Potrebbe derivare dai toponimi Ceglie Messapica e Ceglie del Campo.

## Persone
- Dino Ceglie, all'anagrafe Leonardo Ceglie – compositore e produttore discografico italiano
- Luca Ceglie – atleta italiano